# Jan Nepomuk Škroup
Jan Nepomuk Škroup (15. září 1811 Osice, Rakouské císařství – 5. května 1892 Praha, Rakousko-Uhersko) byl hudební skladatel a kapelník.

## Život
Mladší bratr autora české hymny Františka Škroupa byl od roku 1838 sbormistrem u křižovníků v Praze a později druhým kapelníkem Stavovského divadla. V roce 1845 se stal ředitelem kůru v katedrále svatého Víta, Václava a Vojtěcha a 1846 učitelem hudby na teologickém semináři.
Jeho syn Zdenko Hans Skraup byl významným rakouským chemikem, druhý syn Karl byl režisérem německého Stavovského divadla v Praze a později ředitelem divadla v Erfurtu.

## Dílo
Složil jednu operu českou (Švédové v Praze) a dvě německé (Der Liebesring a Vineta). Dále je autorem církevních skladeb, mezi nimi několika mší. Pod názvem Počátky hudební sestavil českou školu zpěvu.
Je autorem české hudební úpravy písně Tam, kde strmí církve týmě (pozdější text Tam, kde strmí církve skála, dnešní text Tam, kde stojí církve skála), používané v českých zemích jako papežská hymna. Autor latinského originálu textu byl westminsterský arcibiskup Nicholas kardinál Wiseman, autorem původního českého textu královéhradecký kanovník Josef Antonín Šrůtek.
Na slova Václava Jaromíra Picka složil Jan Nepomuk Škroup hudbu k těmto písním:
- Bývali Čechové[4]
- Pod bezem za bezem
- Kde vlasť má? Kde domov můj?[p 1]